# Уорд, Хобарт
Джон Генри Хобарт Уорд (John Henry Hobart Ward) (17 июня 1823 — 24 июля 1903) — американский военный, обычно упоминаемый как J.H. Hobart Ward, участник мексиканской войны и бригадный генерал армии Союза во время гражданской войны. Он стал известен в основном как участник боя за Берлогу Дьявола во время сражения при Геттисберге. После сражения в Глуши был арестован за неподчинение приказу и отправлен в отставку. Был сбит трамваем в 1903 году.

## Ранние годы
Уорд родился в Нью-Йорке в семье военных. Его дед Джон Уорд участвовал в американской войне за независимость и был ранен, а отец Джеймс Уорд был участником войны 1812 года. Хобарт Уорд окончил Тринити-Колледж и в возрасте 18 лет вступил в 7-й пехотный полк армии США. а 4 года он получил несколько повышений и достиг звания старшего сержанта.
Во время мексиканской войны Уорд участвовал в осаде форта Браун и был ранен в сражении при Монтеррее. Он успел быстро выздороветь и принять участие в осаде Веракруса. После войны он вернулся в Нью-Йорк и с 1851 по 1855 служил помощником генерального комиссара, а с 1855 по 1859 служил генеральным комиссаром штата.
В 1855 году вступил в масонскую ложу #273.

## Гражданская война
После начала гражданской война и объявления о наборе в армию, Уорд записался в 38-й Нью-Йоркский пехотный полк и вскоре стал его первым полковником. В июле 1861 года он командовал этим полком в первом сражении при Булл-Ран. Полк числился в бригаде Орландо Уилкокса и когда Уилкокс был ранен, Уорд принял командование бригадой. На следующий год он участвовал в кампании на полуострове, где его полк числился в III корпусе в бригаде Дэвида Бирни. Уорд неплохо проявил себя в ходе Северовирджинской кампании, участвовал во Втором сражении при Булл-Ран и сражении при Шантильи. 4 октября 1862 года ему было присвоено звание бригадного генерала добровольческой армии и он принял командование бригадой Бирни (сам Бирни стал командиром дивизии вместо погибшего Керни). Бригада состояла из семи пехотных полков:
- 3-й Мэнский пехотный полк: полковник Мосес Лейкмен
- 4-й Мэнский пехотный полк: полковник Элия Уокер
- 38-й Нью-Йоркский пехотный полк, подполковник Уильям Бирни (брат Дэвида Бирни)
- 40-й Нью-Йоркский пехотный полк подполковник Нельсон Геснер
- 55-й Нью-Йоркский пехотный полк полковник Режи де Тробрианд
- 57-й Пенсильванский пехотный полк, полковник Чарльз Кэмпбелл
- 99-й Пенсильванский пехотный полк, полковник Эшер Лейди

Уорд командовал этой бригадой под Фредериксбергом и в сражении при Чанселорсвилле. Под Фредериксбергом дивизия Бирни стояла позади дивизии Мида, Миду удалось прорвать оборону конфедератов, и он трижды запрашивал у Бирни помощи. Ближе всего к Миду стояла бригада Уорда, но только после третьего запроса Бирни велел Уорду наступать. Уорд послал вперед три полка: два нью-йоркских под командованием Уильяма Бирни и 4-й Мэнский, которой повел в бой сам. Однако, дивизия Мида уже отступала, поэтому людям Уорда удалось лишь немного поучаствовать в перестрелке с наступающими джорджианцами.

### Геттисберг
11 июня 1863 года в бригаду Уорда перевели 124-й Нью-Йоркский полк и, таким образом, к началу сражения под Геттисбергом эта бригада насчитывала 8 полков и была крупнейшей бригада Потомакской армии.
Бригада Уорда пришла в Эммитсберг 1 июля в 15:00 и уже готовилась разбить лагерь на ночь, когда получила приказ идти к Геттисбергу. Пройдя 10 миль по плохим дорогам, бригада пришла на указанное место на закате и встала лагерем. Утром 2 июля Бирни приказал Уорду разместить бригаду на крайнем левом фланге армии. Когда Бирни передвинул свою дивизию вперед, бригада Уорда оказалась на позиции с открытым левым флангом. В бригаде числилось 2100 человек, однако 3-й мэнский и 1-й полк снайперов были переброшены к Персиковому саду, поэтому у Уорда осталось 1650 человек и они не успели возвести укреплений. Уорда поддерживали 4 орудия батареи Смита.
В 16:30 бригада попала под атаку Джорджианской бригады Генри Беннинга, к которой присоединился 1-й техасский полк и 3-й арканзасский полки из техасской бригады. Уорд писал, что они подпустили наступающих поближе, а затем дали по ним залп с короткой дистанции. Это задержало южан, равно как и огонь батареи Смита. Но они все же двинулись вперед и вскоре артиллеристы Смита попали под винтовочный огонь и были вынуждены, прекратив огонь, отвести орудия назад. Отвод артиллерии стал началом катастрофы левого фланга корпуса Сиклса. Бригада Уорда понесла тяжелые потери, у самого Уорда пуля пробила шляпу. Бригаде пришлось отступить.
Эта бригада, — писал Уорд, — участвовала в каждом сражении Потомакской армии кроме Энтитема, и её храбрость была неоднократно отмечена, но этот раз затмил все её прежние достижения. Превосходство врага на нашем участке было подавляющим. В начале боя бригада насчитывала 1500 боеспособных бойцов, а потеряли мы около 800. Из 14 полевых офицеров было потеряно 8.

### После Геттисберга
После реорганизации армии весной 1864 года бригада Уорда оказалась в составе дивизии Бирни во II корпусе Хэнкока. Корпус был задействован на левом фланге во время сражения в Глуши, где 6 мая в 11:00 попал под атаку генерала Лонгстрита. Бригады Мотта и Уорда первые не выдержали, и начали отступать. Многие офицеры отметили его храбрость в этом бою.
12 мая 1864 года Уорд командовал своей бригадой во время знаменитой атаки Хэнкока на «Подкову мула» в сражении при Спотсильвейни. Именно дивизия Бирни в тот день уничтожила «бригаду каменной стены». Однако, 12 мая, ко всеобщему удивлению офицеров, генерал Хэнкок отстранил Уорда от командования за «недостойное поведение и пьянство» в ходе битвы в Глуши. Несмотря на это, 18 июля Уорд был с почестями отправлен в отставку. Многие влиятельные люди просили вернуть Уорда на службу, однако 2 октября 1864 года военный секретарь отказал в отзыве приказа об уволнении.

## Послевоенная деятельность
После войны Уорд 32 года прослужил в верховном суде Нью-Йорка. Ему было 80 лет, когда он отправился в Монро, где был сбит поездом. После масонской панихиды в Бруклине его тело вернули в Монро, где и похоронили на городском кладбище.